# Su-80 (航空機)
Su-80(スホーイ80、スホイ80；ロシア語:Су-80スー・ヴォースィェミヂェスャト)とは、ソ連時代には軍用機専門の設計局であったスホーイ社が新たに開発した双発双胴STOL輸送機である。開発名称はS-80（С-80エース・ヴォースィェミヂェスャト)。

## 概要
まずS-80は試験機4機が製造され、うち3機は地上の構造試験機などであり、実際に飛行可能な1機が初飛行したのは2001年9月4日のことであった。民間機として商業的関心を集めているほか、軍用としても中国人民解放軍空軍、ヨルダン空軍、マレーシア空軍、大韓民国空軍といった軍隊が関心を集めているという。

## スペック
- 乗員= 2 名
- 乗客= 26-30
- 全長= 18.26 m
- 全幅= 23.18 m
- 高さ= 5.74 m
- 翼面積= 44.36 m2
- 積載重量= 2,730 kg
- 最大離陸重量= 14,200 kg